# Op Hop - Hop Op
Op Hop - Hop Op est un court métrage d'animation expérimental réalisé en 1966 par Pierre Hébert.

## Structure
Le film est bâti sur une structure inspirée de la musique sérielle qui consiste en la répétition de diverses combinaisons réalisées à partir de 24 images gravées sur pellicule. Le film consiste donc en une série de variations  réalisées en utilisant une seule seconde d'images, puisqu'on n'y voit que 24 images différentes et qu'au cinéma chaque seconde est constituée du défilement dans le projecteur de 24 images fixes. Pierre Hébert utilise toutefois les images en positif et en négatif, ce qui lui permet de doubler le nombre de motifs qu'il fait apparaître sur l'écran.

## Type d'expérimentation
Op Hop - Hop Op expérimente l'effet de clignotement (il appartient au courant qu'on appelle en anglais flicker film) en ce qu'il met de l'avant le concept de persistance rétinienne qui est à l'origine du dispositif cinématographique. La trame sonore elle-même est constituée de sons bruitistes et percussifs gravés directement sur la pellicule. On peut rattacher ce film à ce que le théoricien P. Adams Sitney nomme le cinéma structurel.

## Contexte de réalisation
Pierre Hébert a réalisé ce film au moment où il entrait à l'emploi de l'Office national du film du Canada. Le film n'a toutefois jamais été soumis aux étapes administratives de programmation de l'organisme, de sorte que certains gestionnaires se sont opposés à son intégration dans le catalogue de l'ONF. Op Hop - Hop Op s'inscrit dans la filmographie du cinéaste entre Opus 1 et Opus 3, deux films témoignant des mêmes préoccupations formelles. Le film a été présenté à la Ve Biennale de Paris en 1967.